# Velika Vrbica
Velika Vrbica (em cirílico:Велика Врбица) é uma vila da Sérvia localizada no município de Bor, pertencente ao distrito de Bor, na região de Ključ. A sua população era de 996 habitantes segundo o censo de 2002.

## Demografia
| 1948  | 1953  | 1961  | 1971  | 1981  | 1991  | 2002 |
| ----- | ----- | ----- | ----- | ----- | ----- | ---- |
| 1 518 | 1 622 | 1 576 | 1 660 | 1 651 | 1 540 | 996  |